# Sant Martí dels Castells
|  | Per a altres significats, vegeu «Castell de Sant Martí dels Castells». |

Sant Martí dels Castells és una entitat de població del municipi de Bellver de Cerdanya, a la Baixa Cerdanya, i un antic municipi. Hi ha un castell en ruïnes i una església romànica. Va perdre la municipalitat a finals del segle xix.
Està situat a l'oest del municipi, dalt d'un penyal envoltat pel Segre. Fou un lloc de defensa estratègic, entre la Batllia i el Baridà (antiga frontera entre els comtats de Cerdanya i d'Urgell), i un lloc de llegendes i de fets singulars.

## Església de Sant Martí
L'església es troba documentada l'any 965 en el testament del comte Sunifred II de Cerdanya. Està construïda adossada a l'interior del castell, al que donà el nom, ocupant la meitat est de l'edifici. És romànica de planta rectangular amb una volta de canó lleugerament apuntada. Des del segle xii va formar una parròquia.
Adossat a l'església es va construir l'únic mas de l'antic terme municipal.

## Castell de Sant Martí
El castell està documental el 1050, com a domini del comte de Cerdanya, i infeudat primer al vescomte de Cerdanya i l'any 1126 infeudat al vescomte de Castellbò.

### Llegendes
Les ruïnes del castell van inspirar a Gustavo Adolfo Bécquer el seu poema La cruz del diablo (1860).
Pere Tomic, a Històries e conquestes dels reis d'Aragó (1438), situa aquí la mort per part del comte de Cerdanya del seu nebot. Aquest fet va originar l'erecció del monestir de Sant Martí del Canigó com a penitència. Aquesta versió llegendària va ser recollida per Jacint Verdaguer al seu poema Canigó (1886).
Durant la guerra del Francès, un reduït nombre d'homes es van fer forts al castell defensant el pas estratègic davant les tropes franceses. Un cop pactada la rendició, els francesos van formar per retre honors als defensors. Només va sortir un sol home coix, l'únic supervivent que havia defensat el castell les últimes hores. Popularment es coneix com "El castell del coix".

## Municipi de Sant Martí dels Castells
En el fogatge del 1355 hi consten cinc famílies.
En la divisió provincial del 1833 no figurava en el mapa i es va assignar a la província de Girona formant un enclavament en la província de Lleida.
Durant el segle xix i bona part del XX només hi quedava una família. El propietari del mas feia les funcions d'alcalde i mantenia privilegis especials i cementiri propi sobre la base dels impostos que seguia pagant a la Diputació de Girona. Era considerat el municipi més petit del món, amb cinc habitants d'una casa pairal adossada a les ruïnes del castell.
El 1940 va ser agregat a Bellver de Cerdanya i es va eliminar l'enclavament provincial. Actualment, des de la carretera de Puigcerdà a la Seu d'Urgell es pot gaudir d'una bona vista del conjunt.